# Hauteville-sur-Fier
Hauteville-sur-Fier là một xã trong tỉnh Haute-Savoie thuộc vùng Rhône-Alpes đông nam Pháp.

## Geography
The Fier forms part of the commune's south-western border.